# ペンシルベニア州立大学

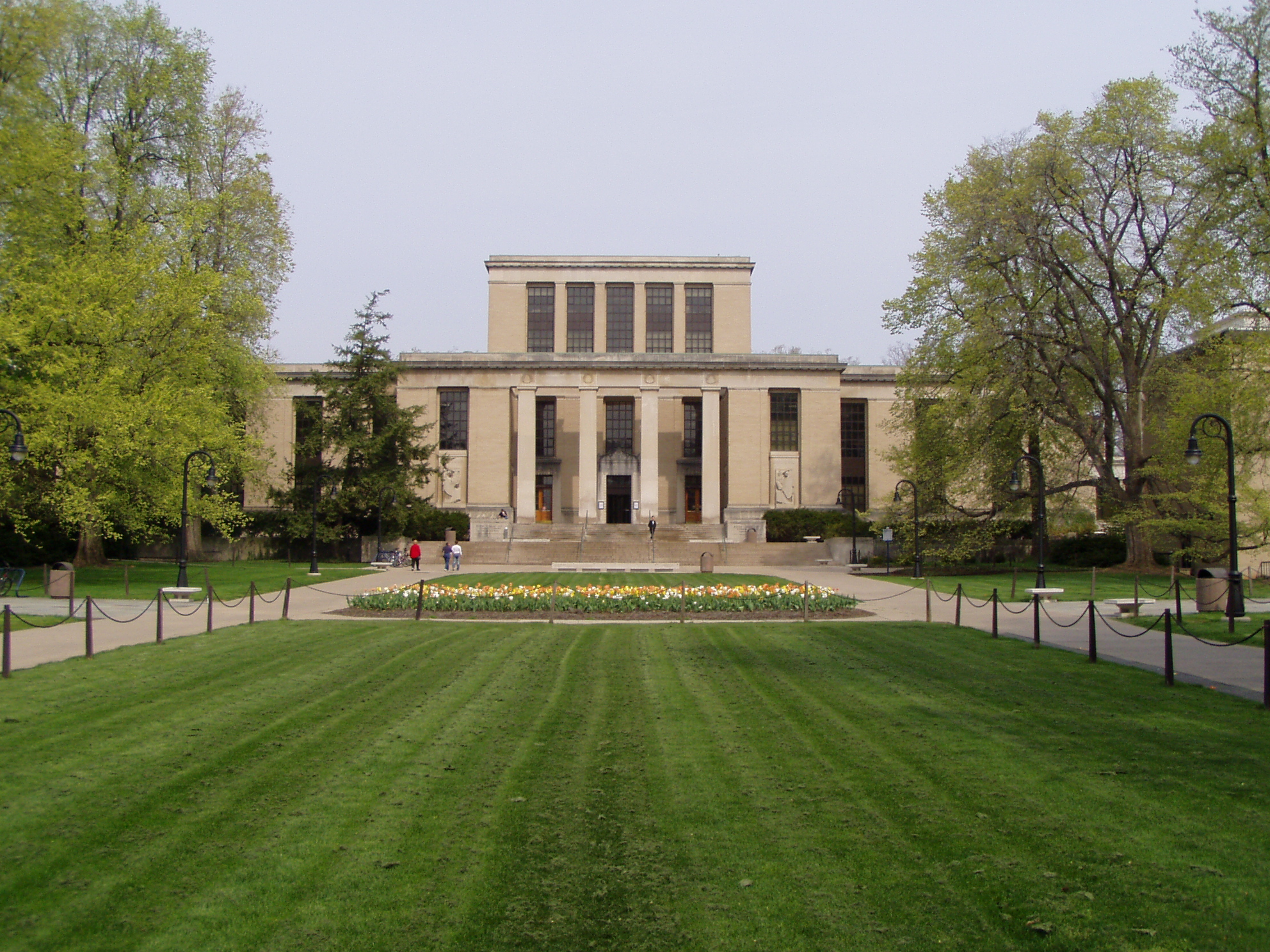
Pattee Mall

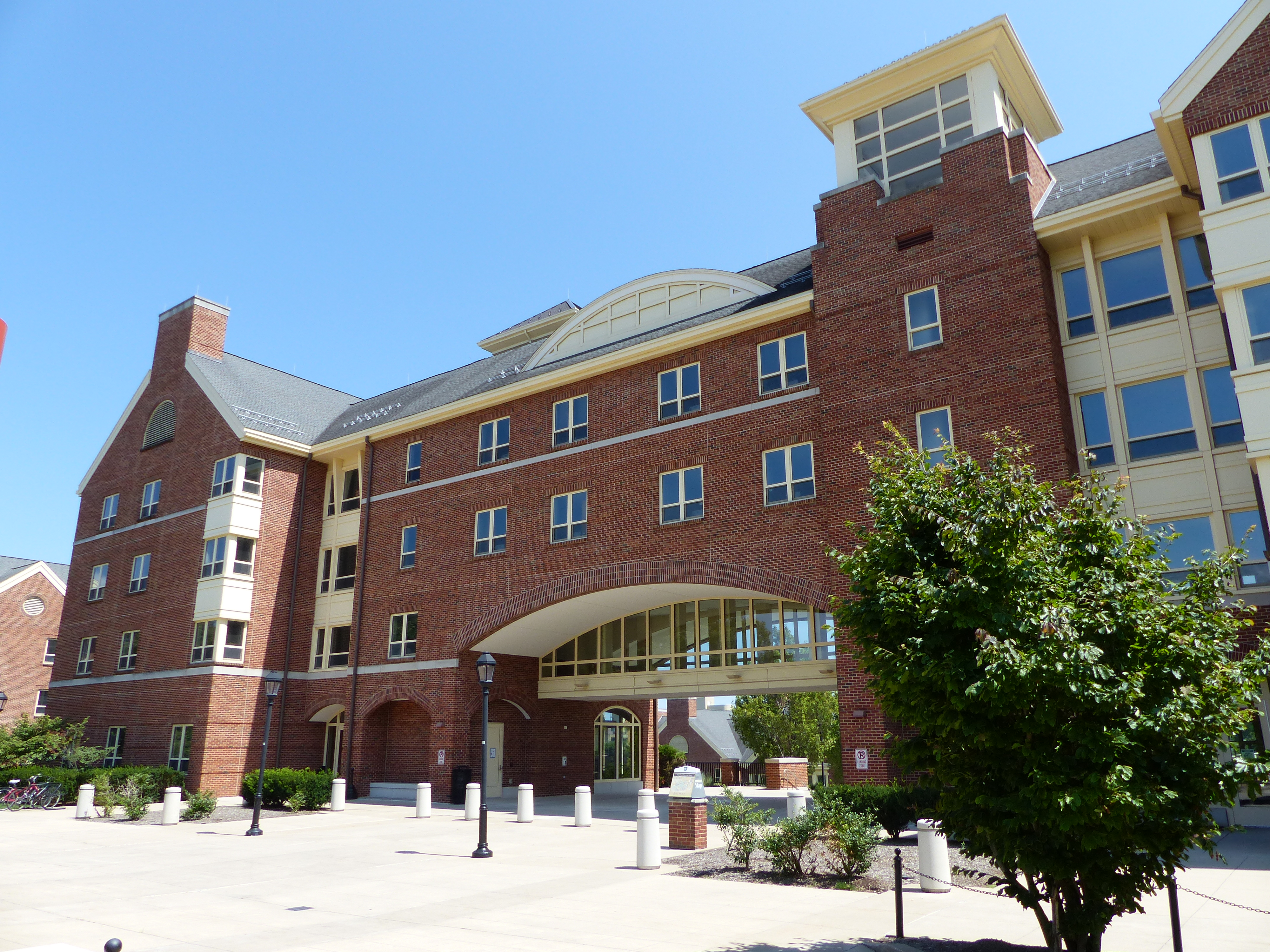
Brill Hall

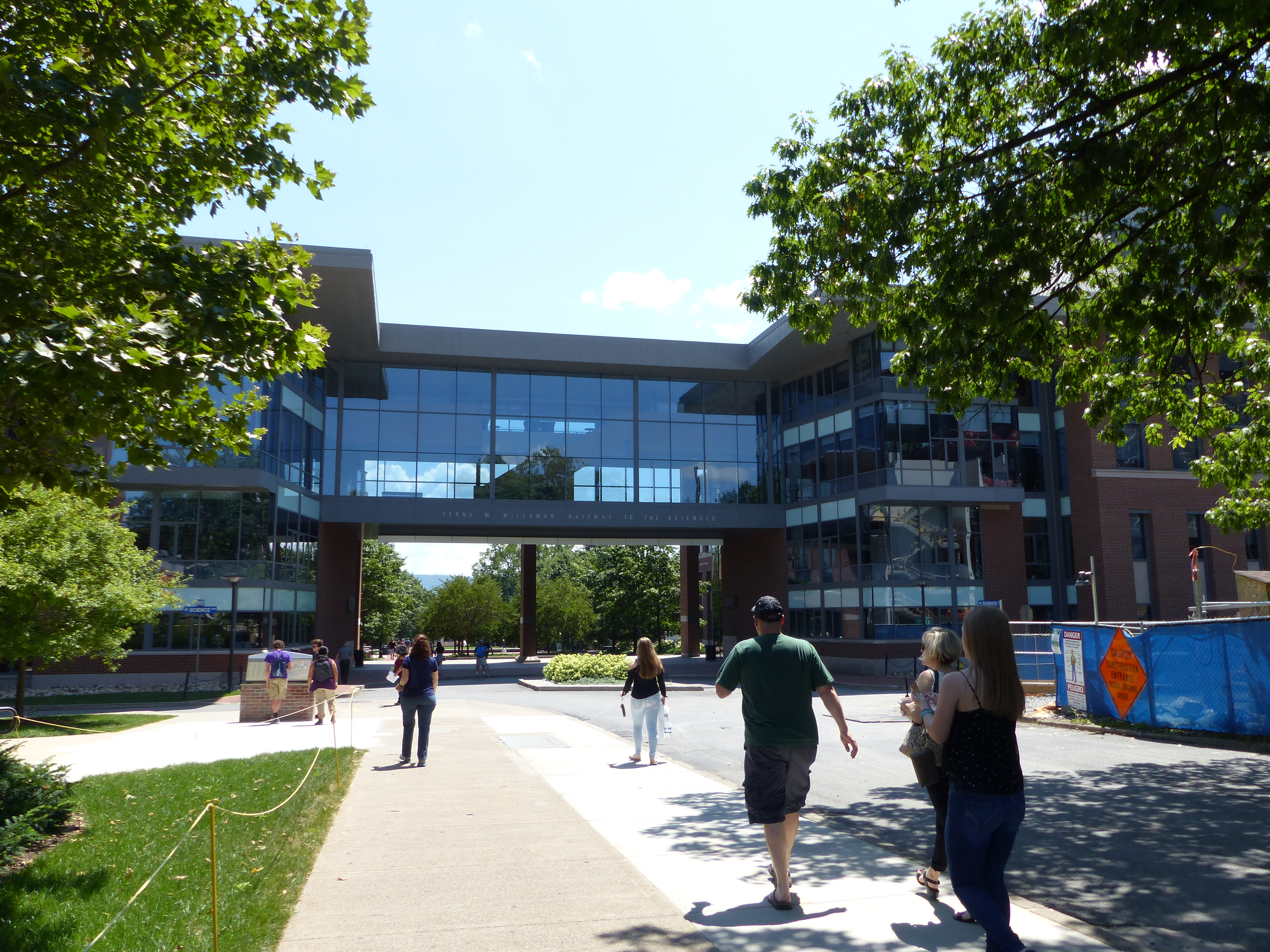
Penn State, Huck Institute of the Life Sciences

ペンシルベニア州立大学（The Pennsylvania State University）は、アメリカ合衆国ペンシルベニア州の州立大学。州中央部のステートカレッジに位置している。

## 概要
学生数は本部キャンパスのみで約40,000人（学部生・大学院生計）、全体では80,000を超える。アメリカの州立大学の屈指の名門校として「パブリック・アイビー」の一つに数えられるが、私立のアイビーリーグ、ペンシルベニア大学（University of Pennsylvania）とは異なる。
U.S. News & World Report 誌の大学ランキングでは、同校は全米の公立大学の中で第14位にランクされており、さらに同誌の2016年版専攻別ランキングでは工学部全体で全米18位、航空宇宙工学で全米16位、物質工学で全米10位、生産技術(経営工学)では全米9位と、アメリカ屈指の名門工科大学の1つとされる。Times Higher Educationでは、毎年世界50位～150位程度にランクされており、世界トップクラスの教育・研究機関としても有名である。
同学はペン・ステート（Penn State）という愛称で親しまれ、所在地であるユニバーシティパーク周辺は、ハッピー・バレー（Happy Valley）或いは、ニタニー・バレー（Nittany Valley）と呼ばれている。
一つの町に相当する規模の広大なキャンパスである為、大学側は、町への郵便物を“大学宛”と“大学以外宛”に分別するため、日本の「大規模事業所向け個別」に相当するユニバーシティパークという独立した住所を用いている（郵便番号16802）。また、同校は全米最大級のフットボールスタジアムがある事で有名である。

## 沿革
同校は1855年2月22日にペンシルベニア農業高校として創立された。1862年に「ペンシルベニア農業大学」に改称、州最初のランドグラント大学になった。1875年には「ペンシルベニア州立大学」（Pennsylvania State College）と改称された。現在のPennsylvania State Universityという名称になったのは1953年のことである。
ペンシルベニア州立大学は、1958年に北米トップクラスの研究大学のみで構成されるアメリカ大学協会（The Association of American Universities, AAU）の正式メンバーとなった。アメリカ大学協会とは、1900年にハーバード大学、ジョンズ・ホプキンス大学、コロンビア大学、シカゴ大学、カリフォルニア大学、クラーク大学、コーネル大学、アメリカカトリック大学、ミシガン大学、スタンフォード大学、ウィスコンシン大学、ペンシルバニア大学、プリンストン大学、イェール大学の米国の名門大学14校が集まり創設した大学連盟で、現在は米国の公立大学と私立大学計60校とカナダの大学2校から構成されている。

## 学問分野
ペンシルベニア州立大学は州立の総合大学であるが、フィラデルフィアにあるアイビーリーグの名門ペンシルバニア大学（私立）とは異なる大学組織である。とりわけ理系に強く、建築学・工学・理学の学問分野では、軒並み全米のベスト20に入っている。また経済学や経営学の分野にも強く、特に、ロジスティクス研究では学部全米5位タイ、大学院全米8位にランクされている。経営大学院のスミール・カレッジ・オブ・ビジネス（Smeal College of Business）は、全米TOP40前後となっている。アメリカ全土に約2300校の大学が存在する事を踏まえ、工学分野ではアイビーリーグに引けを取らない名門だと考えられている。アイビーリーグの中にも、ペンシルバニア州立大学より工学部専攻のランキングが低い大学が存在する。
また、同校は図書館の蔵書量が豊富なことでも知られる。メイン・ライブラリーの蔵書量は約480万冊を数える。同図書館はさらに地図約50万枚、マイクロフィルム約500万本、フィルム・ビデオ約16万本を所有している。

## スポーツ
ペンシルベニア州立大学のスポーツチームの名は"Nittany Lions"（ニタニー・ライオンズ）という。同校のマスコットであるニタニー・ライオンは、1907年に同校の4年生であったジョー・メイソンによって作られたもので、地元のニタニー山の周辺に生息するマウンテン・ライオン（ピューマ）をモデルにしている。
同学は、男女バレーボールの強豪として知られる。またフェンシングにおいても、1990年に競技の始まったこの種目において9度の全米優勝に輝いている。
同学のスポーツを代表するものは、名将ジョー・パターノ監督が率いたフットボールチームである。パターノ監督は、1950年にブラウン大学を卒業後、アシスタント・コーチとしてペンシルベニア州立大学コーチ陣に加わり、1966年にヘッドコーチに就任、2011年シーズン途中まで、ニタニー・ライオンズ一筋で選手の獲得・指導・采配にあたり、ヘッドコーチとして通算353勝（全米ヘッドコーチ中2位）、チームを2度の全米優勝に導いた。1995年にはローズボウルで勝ち、パターノ監督は、史上初となる4大ボウル（ローズ・フィエスタ・シュガー・オレンジ）のすべてを一度は制覇するという偉業を成し遂げた。
しかし、2011年に、アシスタント・コーチを務めていたジェリー・サンダスキーが長年にわたる少年への性的虐待で逮捕される。さらに、パターノ監督主導による積極的な隠蔽工作の事実が発覚し、同校のフットボールチームには、「死刑以上」と言われる重い制裁が科された。
同学は、1990年（フットボールは1993年）に、ビッグ・テン・カンファレンスに加入し、ミネソタ大学ゴールデン・ゴファーズやミシガン州立大学スパルタンズとのライバル関係を築いた。同カンファレンスは、オハイオ州立大学バッカイズ、ミシガン大学ウルヴァリンズという全米屈指の強豪を抱える激戦区であり、勝ち抜くのは非常に困難である。
同校の応援歌は、"Fight On State"、スクールカラーはネイビーブルーと白である。スタジアムは、ビーバー・スタジアム（収容人数は北米最大の107,282人）を使用。大学の結束（School Spirit）を非常に重視する校風であり、ホームゲームの時は大学中が、応援ムードに様変わりする。

## 大学関係者
英語版参照：w:List of Pennsylvania State University people

### 著名な出身者
ジェシー・アーネル
バスケットボール選手。ペンシルバニア州立大学入学後、アメリカンフットボールとバスケットボールの選手として活躍し、1954年、バスケットボールチームを the 1954 NCAA Final Fourに導き、彼自身もAll American, the 1954 NCAA All-Tournament team and the East Regional Most Valuable Player.に選ばれた。卒業後、NFLのドラフトにも名前が挙げられたが、バスケットボールのNBLの方を選び、the Fort Wayne Pistons でプレーし、1956年2月に負傷した。その後、空軍、Peace Corps 勤務を経て、Dickinson Law School を1962年に卒業し、弁護士となった。1969年、ペンシルバニア州立大学 Board of Trustees のメンバーに選ばれ、後年来日し日本人を支え、2014年には名誉Trusteeに、2016年にはChairに、同年、同学Distinguished Alumnusに選ばれた。

セーラ・マリ・カミングス
アメリカ合衆国ペンシルベニア州生まれ。交換留学生として、関西外国語大学に留学後、1993年、ペンシルバニア州立大学卒業。長野県小布施町の企業に就職し、地域おこしや日本酒製造を手がける。
パトリック・カミンズ
レスリング選手、総合格闘家
ジョン・キャパレッティ
ペンシルバニア州立大学アメリカンフットボールチームで活躍し、1973年にSenior Tailbackとして1,522ヤード、17タッチダウンを稼ぎ、ハイズマン賞やthe UPI College Football Player of the Yearなどを受賞した。チームも全米1位となる。1976年4月に白血病で死去した弟のジョーイとジョンを含む家族の模様は書籍化の後、『ジョーイ』としてテレビ映画化され、日本を含むアメリカ国外では映画として公開された。卒業後、プロに転じ、NFLのロサンゼルス・ラムズとサンディエゴ・チャーチャーズでランニングバックを務めた。
ウィリアム・シュライヤー 
実業家。ペンシルバニア州立大学で商業及びファイナンスを専攻し、1948年に卒業した。1949年には、Harvard Business Schoolに入学を許可されたが、新しい Merrill Lynch 証券会社のインターンシップに入ることを選択した。1982年には同社社長、翌年には会長兼CEOに就任し、8年間在任した。1997年には、妻のJoan (née Legg)と共に、3000万ドルを、母校に寄付し、グローバルリーダー養成教育などのための The Schreyer Honors College を創設。米日のみならず海外出身の後輩達にも目をかけた。後年、同学 President of Board of Trusteesを務めた。
エドワード・ジャンカー 
銀行家。ペンシルバニア州立大学でホテル経営学を専攻して、1959に卒業し、妻のBarbaraは、同学を1957年に卒業した。1964年、エドワードは、Marine Bankに入行し、1969年、the Stonier Graduate School of Banking at Rutgers で修士号を取得した。その後、同行は PNC Bank Northwest Pennsylvaniaに吸収合併され、1974 年、彼は、PNC  Bankの頭取に、1983年には、会長兼 CEO に就任した。その後、1986年から 2010年まで、ペンシルバニア州立大学の Board of Trusteesのメンバーとして貢献し、その President にも就任し、2010年、名誉 trusteeに選ばれた。この間、Junkerは、フットボールやBehrendキャンパスの経営などを支援し、数々の栄誉や賞を受け、2011年には、同学Distinguished Alumnusに選ばれた。
杉浦章介
慶應義塾大学経済学部教授。経済地理、都市地理、地域政策。
サンドラ・スパニエ
第16代総長グラハム・スパニエの妻。University of Illinois ChicagoでBAを、ペンシルバニア州立大学でMAとPh.D.を取得後、同学でEdwin Erle Sparks Professor of English and Women's Studies, the general editor of The Cambridge Edition of the Letters of Ernest Hemingway などを務める。専攻は、American Literature After 1990, Book History and Textual Studies, Modernist Studies。　　　　　　　　　　　　
宗宮重行
1952年東京工業大学窯業学科卒業、1957年1月－1959年6月、Penn State Earth and Mineral Sciences 学科大学院に留学し多数の論文を執筆。1962年東京工業大学工学博士。同学齋藤進六学長に見いだされ、同学教授、同学工業材料研究所長等を歴任。
髙桑宗右ヱ門
経営工学者。名古屋大学名誉教授、ベトナム国家大学卓越教授、元日本情報経営学会会長。
フィル・デイヴィス
総合格闘家。2008年NCAAレスリング王者。
内藤克俊
農学部出身。レスリング部主将。卒業後、日本代表として、1924年パリオリンピックレスリングフリースタイルフェザー級銅メダル獲得。日本レスリング初の五輪メダリスト。1995年5月5日、Old Mainでの式典において記念プレートが､日本ペンステート同窓会より総長に献呈され、学内に設置された。
野村るり子
株式会社ホープス代表取締役兼教育コンサルタント。
ポール・バーグ
生化学者で、1980年ノーベル化学賞受賞。
スー・パターノ
ジョー・パターノの妻。ペンシルバニア州立大学で英文学を専攻し、1962年に卒業した。同年ジョーと結婚し、知的発達障害のある人の為の同州のスぺッシャルオリンピックの開催、the Paterno Library と the Pasquerilla Spiritual Center の建設プロジェクトなどの慈善活動に注力し、2004年、母校よりDistinguished Alumnus Awardを授与された。
藤川佳則
一橋大学准教授。サービス・マネジメント、マーケティング、消費者行動論。
ジョン・A・ブライトン
米国 Purdue 大学でPh. D.を取得後、Carrnegie Mellon大学機械工学科助教授、ペンシルバニア州立大学機械工学科教授、ジョージア工科大学機械工学科長などを務めた後、ペンシルバニア州立大学工学部長、同学筆頭副学長兼Provostを務めた。またNational Science Foundation Director of Engineering などに就任した。
ウィリアム・J・ペリー
アメリカ合衆国国防長官（ビル・クリントン政権）。当初、Carnegie Mellon Universityに学び、後に、 Stanford Universityから BSとMAを, ペンシルバニア 州立大学から数学の分野で Ph. D.を取得した
本田博
工学者・規制科学者・エコノミスト、産業フロンティア研究会代表 。ペンシルバニア 州立大学 Department of Engineering Science and Mechanics (Honors Department) に学び、Master of Science Degreeを1976年に取得。1998年、ペンシルバニア州立大学の Board of Trusteesより日本出身の卒業生として初めて"Distinguished Alumnus Award"を授与された。(写真・学歴・学術活動等: Hiroshi Honda 1042 Facebook)
アーサー・ボールドウィン
アフリカ系アメリカ人男性。ペンシルバニア州立大学よりMicrobiology分野で学士号を、ピッツバーグ大学よりOrganic Chemistry分野で修士号を、1990年頃には、Duquesne UniversityよりMBAを取得。アメリカ合衆国エネルギー省エネルギー技術研究所 (NETL) に長年勤務し、様々なシニアポストに就任した。2011年にペンシルバニア州立大学より"Alumni Fellow Award"を授与された。
シンシア・ボールドウィン
裁判官。英語学で学士号を、アメリカ文学で修士号を、ペンシルバニア州立大学で取得し、同学Alleghenyキャンパスで英語学教授などを務めた後、Duquesne University ロースクールで法務博士 (J. D.)を取得した。彼女は、Allegheny郡民訴裁判所に最初に採用されたアフリカ系アメリカ人女性で、1995年、ペンシルバニア州立大学より Distinguished Alumnus Awardを授与され、その後、ペンシルバニア州最高裁判所司法官、ペンシルバニア州立大学 Chair of Board of Trustees (2004-2007), 同学初代法務顧問 などを務めた。
丸尾文治
生物学者。1956年8月から1958年6月まで、ペンシルバニア州立大学で、生物学者のアンドリュー・ベンソンから指導を受けた。
宮原哲
西南学院大学教授
松原久子
著作家、評論家
ラスタム・ロイ
インド出身。ペンシルバニア州立大学でPh. D.を取得し、その後、1962年、同学 Materials Research Laboratory (現在、Materials Research Institute) の初代所長となる。

### その他の関係者

#### 総長経験者
ジョン・W・オズワルド
ミネソタ州出身のOswaldは、インディアナ州の私立大学DePauw Universityで植物学を専攻しBSを取得後、1942年、The University of California (UC)でPh.D.を取得した。1946年、UC Davis Campus植物病理学専攻助教授となり、1954年、Berkeley Campus植物病理学科長に就任し、1962年、UC州全体システム副学長となった。1963年、the University of Kentucky総長となり、15のブランチキャンパスを創設し、1968年、UCに戻り、全UC executive vice presidentを務めた。1970年、第13代総長に就任し、the American Council on Education Chair (1972-73)などを務め、数々の業績を残した。年に一度の海外留学生の為のレプションにも出席し、1983年に退任後、 Philadelphia に自宅を設け、同学Ogontz Campusにオフィスを与えられた。
ブライス・ジョルダン
the University of Texas at Austinで音楽を専攻し、学士号と修士号を取得後、教諭体験を経て、1956年、the University of North Carolina at Chapel Hill にてhistorical musicologyを専攻しPh.D.を取得。その後、the University of Maryland で音楽学教授、the University of Kentuckyで、Head of Department of Music, the University of Texas at Dallas総長などを歴任した後、ペンシルバニア州立大学第14代総長 (1983-90) に就任した。任期中、Minority Studentに対する施策や、同学が スポーツ活動においてBig Ten Conferenceに加盟する事などに注力し、これを1990年に果たした。
ジョアブ L. トーマス
生物学者。ノースカロライナ州立大学総長、アラバマ大学総長を務めた後、第15代ペンシルバニア州立大学総長 (1990-1995) 。
グラハム・B・スパニエ
南アフリカ共和国で生誕し、米国へ移住後、Northwestern UniversityでPh. D.を取得後、ペンシルバニア州立大学教授 (社会学専攻)、ネブラスカ大学総長、第16代ペンシルバニア州立大学総長 (1995-2011) などに就任し、在任中に全米大学協会会長を務めた。来日経験あり。
ロドニー・エリクソン
The University of MinnesotaでBSとMSを取得後、1973年、The University of Washingtonにおいて、地理学分野でPh. D. を取得し、the University of Wisconsin-Madisonで教鞭を取った。その後、ペンシルバニア州立大学助教授となり、1984年に教授に昇進した。1995年、dean of the graduate school、1997年、 vice president for research、1999年7月、provost and executive vice president 、2011年から2014年まで、第17代同学総長に就任した。
エリック・バロン
14th president of Florida State University, director of the National Center for Atmospheric Research in Boulder, Coloradoなどを務めた後、第18代ペンシルバニア州立大学総長(May 2014-May 2022)を務めた。専攻は地理学(MS)及び海洋科学(Ph. D.)で、国立研究所では大気科学分野も担当した。ペンシルバニア州立大学総長時代には、President'ｓ Council に、日本出身のメンバーを歓迎するなど、大学の多様化に積極的であった。
ニーリ・ベンダプーディ
インドのAndhra Universityで学士号と修士号を取得し、米国の the University of Kansasで、marketing分野において Ph.D. を取得した。その後、Ohio State University と Texas A&M Universityで教鞭を取り、2016年7月、the University of Kansas に戻り、the dean of the University of Kansas School of Business, provost and executive vice chancellor of the University of Kansasに就任した。2018年5月15日から2021年12月13日まで、第18代 the University of Louisville 総長を務め、2022年5月9日、女性としてかつ非白人として初の (第19代) ペンシルバニア州立大学総長に就任した。

#### その他
ジェームズ・パウェルチェイク
宇宙飛行士。生理学、キネシオロジーの研究者で、ペンシルバニア州立大学准教授から飛行士に転じ、アメリカ航空宇宙局 (NASA) のSTS-90にペイロードスペシャリストとして搭乗した。
ジョー・パターノ
アメリカンフットボール指導者。アシスタントコーチとして採用され、その後ヘッドコーチに就任し、数々の記録を打ち立て、栄誉や賞を手にした。上述のテレビ映画『ジョーイ』にも出演し、大多数の米国民や日本のファンに親しまれた。のちにコーチによる性的虐待が発覚して、その事実を知りながら指揮を執った期間に認定された111勝が剥奪され、カレッジフットボール最多勝監督の地位を失った。
稲盛和夫
名誉理学博士。
エーリヒ・アウエルバッハ
元教員。文献学者、比較文学研究者、文芸評論家。
ジム・ケラー
マイクロプロセッサエンジニア (AMD, Apple及びIntel))。
ケネス P. モルティマー
教育管理学者。ペンシルバニア州立大学の Center for the Study of Higher Educationに在任中の1971年8月に、David W. Leslieとともに、The Academic Senate at The Pennsylvania State Universityと題する報告書を出版した。
ウイリアム・リチャードソン
第14代総長 のブライス･ジョルダンの下で、同学筆頭副学長兼Provostを1983年から1990年まで務める。在任中に関西外国語大学との交流プログラムを創設し、日本の学術交流活動などを促進した。